# Église de l'Immaculée-Conception d'Audincourt
Pour les articles homonymes, voir Église de l'Immaculée-Conception.
L’église de l'Immaculée Conception (ou église des Forges) est une église paroissiale, protégée des monuments historiques, située à Audincourt, dans le Doubs, en France. Elle est l’œuvre de l'architecte et religieux français Dom Bellot.

## Histoire
En 1863 une première église de l'Immaculée Conception fut construite.
Audincourt (et plus globalement le Pays de Montbéliard) fut une terre protestante. L'arrivée en nombre d'ouvriers d'obédience catholique, majoritairement des italiens et des polonais, obligea de reconstruire l'église afin de les accueillir.
L'église fut donc reconstruite en 1932 (certaines sources parlent de 1927, de 1933 ou de 1930) par le moine-architecte Dom Bellot assisté de l'architecte Marcel Hézard. Elle est l'une des premières églises en béton armé de France.
L'église a fait l’objet d’une inscription au titre des monuments historiques le 8 décembre 2009 avant d'être classée le 20 mars 2013.
L'édifice est également labellisé « Patrimoine du XXe siècle » par le ministère de la Culture.

## Architecture
L'édifice est en béton armé. L'extérieur est plutôt carré, fait des segments de droite, alors que l'intérieur adopte des formes arrondies mais qui sont faits de segments de droite,. À l'extérieur, l'église présente un clocher carré et une tourelle enfermant un escalier à vis. À l'intérieur, l'édifice adopte un plan en forme de croix latine, une nef à trois travées et une abside polygonale.

## Décorations
Les décorations des vitraux sont dus à Valentine Reyre et sont dédiées à la Vierge Marie.
Présence d'un tableau représentant la Cène de la fin du XIXe siècle ainsi que d'une statue de la Vierge à l'enfant d'Henri Charlier datant de 1932.